# Eriophora astridae
Eriophora astridae är en spindelart som först beskrevs av Embrik Strand 1917.  Eriophora astridae ingår i släktet Eriophora och familjen hjulspindlar. Inga underarter finns listade i Catalogue of Life.